# Lina Loos

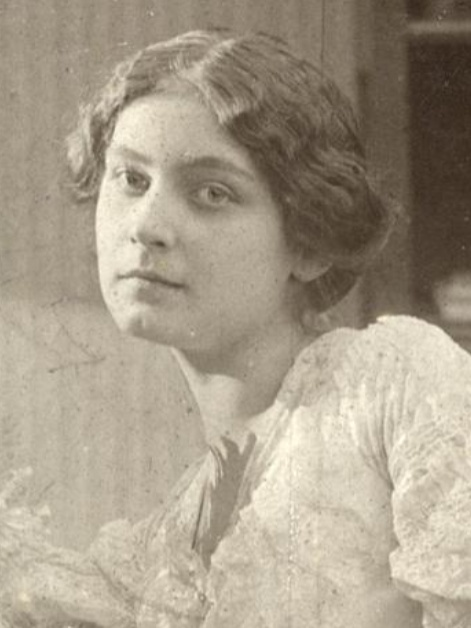
Lina Loos, 1904

Lina Loos, geborene Carolina Catharina Obertimpfler (* 9. Oktober 1882 in Wien; † 6. Juni 1950 ebenda), war eine österreichische Schauspielerin und Feuilletonistin und kurze Zeit Ehefrau des Architekten Adolf Loos.

## Leben und Wirken

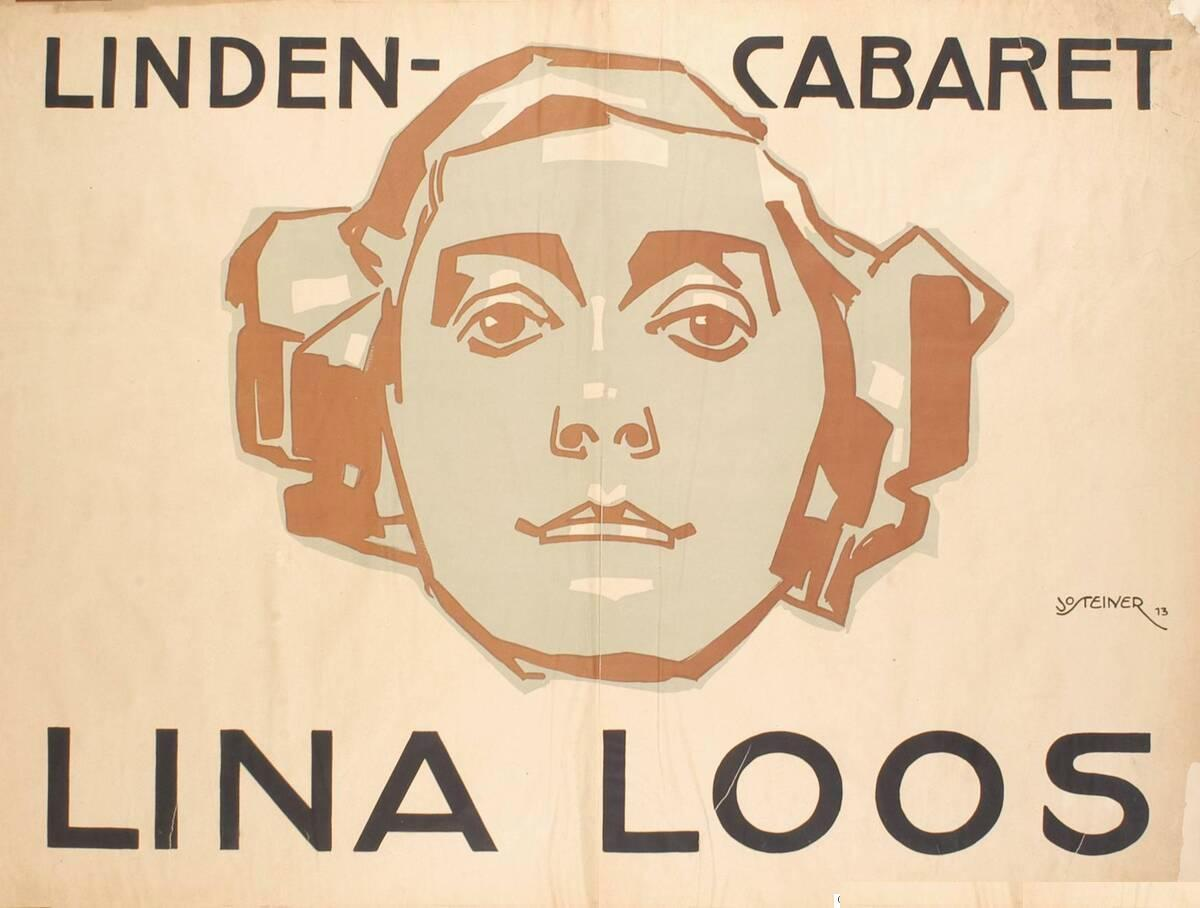
Lina Loos im Linden-Cabaret, Berlin (1913). Farblithografie von Jo Steiner

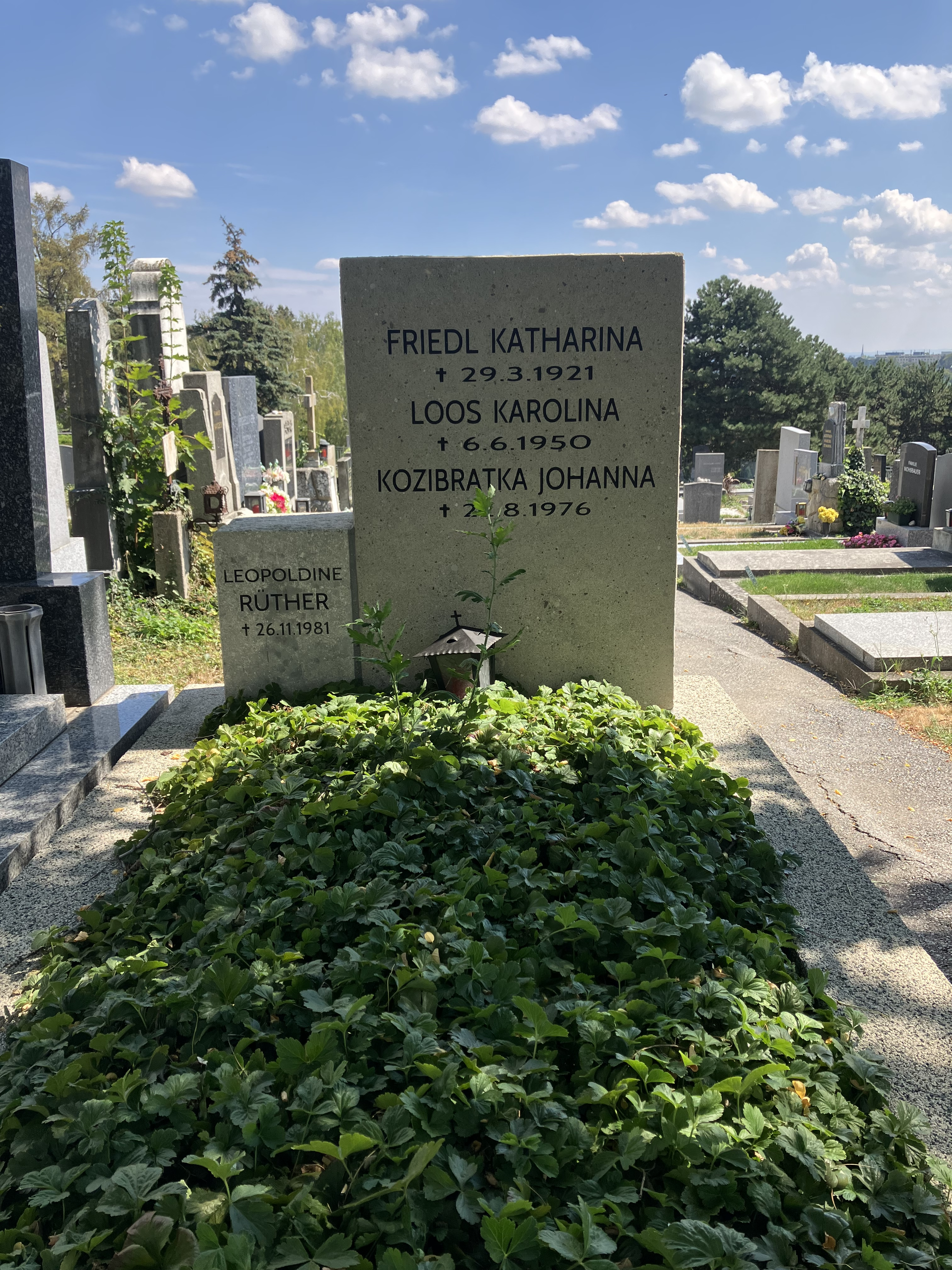
Das Grab von Lina Loos auf dem Sieveringer Friedhof

Lina Loos war Tochter des aus Wiener Neustadt stammenden Handelsmannes und in Wien bekannten Cafetiers Carl Obertimpfler, der von 1897 bis zu seinem Tod im Jahr 1927 das von ihm gepachtete Grand Café Casa Piccola (6., Mariahilfer Straße 1b) führte, und der seit 1873 mit ihm verheirateten Carolina geb. Ockermüller (1851–1922) aus einer wohlhabenden Bauernfamilie in Sieghartskirchen im niederösterreichischen Bezirk Tulln. (Im Stock über dem Café eröffnete Klimt-Freundin Emilie Flöge mit ihren Schwestern 1904 den Modesalon Schwestern Flöge.)
Lina Obertimpfler war schon in sehr jungen Jahren eine stadtbekannte Schönheit. Sie wurde von Männern wie Peter Altenberg, Egon Friedell und Franz Theodor Csokor verehrt; Csokor wurde später ein enger Freund. Beim Altenberg-Stammtisch im Löwenbräu (in der Teinfaltstraße hinter dem Burgtheater) lernte die Schauspielschülerin im Frühjahr 1902 den zwölf Jahre älteren Architekten Adolf Loos kennen, den sie auf seinen Wunsch am 21. Juli 1902, von einem Onkel Loos’ getraut, in Eisgrub in Südmähren heiratete. Trauzeugen waren der bekannte Innenarchitekt und Möbelfabrikant Max Schmidt und dessen Bruder Karl Leo Schmidt; dieser war eingesprungen, weil der von Loos zum Trauzeugen gewählte Peter Altenberg „nicht zu bewegen“ war, „so früh aufzustehen“.
1903 wurde die Loos-Wohnung in der Giselastraße 3 (seit 1919: Bösendorferstraße) im Stadtzentrum Wiens fertiggestellt; die Einrichtung befindet sich heute im Wien Museum.
Die 1905 getrennte Ehe endete in einer Katastrophe und in einem Gesellschaftsskandal. Der 18-jährige Gymnasiast Heinz Lang hatte sich in Lina Loos verliebt und sie hatte mit ihm eine Affäre begonnen. Als Adolf Loos Langs Liebesbriefe entdeckte, beendete Lina Loos die Beziehung zu Lang. Dieser fragte Peter Altenberg um Rat, der ihm – nach den Aufzeichnungen Hugo von Hofmannsthals – antwortete: „Was Sie tun sollten? Sich erschießen. Was sie tun werden? Weiterleben. Weil sie so feig sind wie ich, so feig wie die ganze Generation, innerlich ausgehöhlt, ein Lügner wie ich.“ Heinz Lang nahm sich am 27. August 1904 das Leben. (Arthur Schnitzler verarbeitete die Affäre in seinem zu Lebzeiten unveröffentlichten Stückfragment Das Wort.)
Lina Loos flüchtete in der Folge des Skandals im Jänner 1905 in die USA, wo sie in der Theatertruppe von Heinrich Conried mitwirkte; sie kehrte aber schon im Mai 1905 nach Europa zurück und trat unter verschiedenen Bühnennamen in Deutschland auf, ab 1907 auch in Wien. Am 19. Juni 1905 erfolgte die Trennung ihrer Ehe mit Adolf Loos. In ihrem erst postum entdeckten Theaterstück Wie man wird was man ist reflektierte Lina Loos die Entwicklung ihrer Ehe mit Adolf Loos.
Lina Loos veröffentlichte ab 1904 Feuilletons in Zeitungen und Zeitschriften (etwa Neues Wiener Journal, Neues Wiener Tagblatt, Der Querschnitt, Die Dame), 1946 bis 1949 vielfach in der kommunistischen Kulturzeitschrift Österreichisches Tagebuch (später umbenannt in Wiener Tagebuch). Ihre vor allem nach dem Ende des Ersten Weltkriegs regelmäßig erschienenen Beiträge zeichneten sich durch Mutterwitz, pointierte Formulierungen und kritische Schärfe der Beobachtung aus.
Als Schauspielerin und Kabarettistin trat Lina Loos vor 1914 unter anderem in New York, St. Petersburg, Leipzig, Frankfurt und Berlin (dort 1910–1913 am Linden-Cabaret engagiert, wo auch Egon Friedell auftrat) auf sowie – unter ihrem Künstlernamen Lina Vetter – im Wiener Cabaret Fledermaus. 1921 wurde sie Mitglied des später von Rudolf Beer geleiteten Deutschen Volkstheaters in Wien, an dem zuvor schon ihr Bruder Karl Forest als Schauspieler tätig war; hier wurde im gleichen Jahr ihr Einakter Mutter uraufgeführt. 1933 starb Adolf Loos. Bis 1938 trat Lina Loos in den von Beer geleiteten Wiener Theatern (1924–1932 Volkstheater, 1933–1938 Scala, 4., Favoritenstraße 8) in zumeist kleineren Rollen auf.
In der NS-Zeit zog sich Lina Loos weitgehend aus der Öffentlichkeit zurück, nur von Leopoldine Rüther, Freundin, Illustratorin und Nachnutzerin ihrer Wohnung, betreut; Friedell und Rudolf Beer starben durch Suizid, Csokor ging ins Ausland. Lina Loos’ Lunge und Nieren waren nun krank. Sie publizierte bis 1943 noch gelegentlich im Neuen Wiener Tagblatt.
Nach 1945 engagierte sich die erklärte Christin und Pazifistin in der KPÖ-nahen Frauen- und Friedensbewegung, wurde im März 1949 Präsidentin des Bundes demokratischer Frauen und Mitglied des Österreichischen Friedensrates. 1947 kam ihr Buch ohne Titel heraus, 1948 die zweite Auflage. Sie wurde Mitglied des österreichischen PEN-Clubs, dessen langjähriger Präsident der wieder nach Wien zurückgekehrte Franz Theodor Csokor 1947 wurde.
Vier Tage vor ihrem Tod wurde Loos in das Wiener Allgemeine Krankenhaus eingeliefert, wo sie am 6. Juni 1950 nach schwerem Leiden starb. Sie wurde am 10. Juni 1950 auf dem Sieveringer Friedhof (Abteilung 2, Gruppe 12, Reihe 3, Nr. 15) bestattet. In diesem Grab wurde zuvor Katharina Friedl († 1921) beerdigt, nach Loos Johanna Kozibratka († 1976) und Leopoldine Rüther (1898–1981), die mit Csokor 1966 Briefe von und an Lina Loos (siehe Literatur) herausgab.
Lina Loos hatte sich, wie sie selbst schrieb, nach zahlreichen Auslandsreisen „endgültig in Sievering niedergelassen“, wo sie 1909 vorerst eine Sommerwohnung bezog. Sie schätzte die Einfachheit dieses Heurigenvorortes, der seit 1892 zum 19. Wiener Gemeindebezirk gehört, und wohnte in der Sieveringer Straße 107 im vierten Stock auf Tür 11. Loos starb allerdings im Allgemeinen Krankenhaus. Nach ihrem Tod übernahm Leopoldine Rüther, die auch Loos’ Alleinerbin war, die Wohnung, wie Hilde Schmölzer 1966 für die Wiener Tageszeitung Die Presse berichtete, und bewahrte das Andenken an ihre Freundin.
Adolf Opel hat sich um die Sammlung und Herausgabe ihres Werks gekümmert.

## Werke
- Mutter. Drama. Wien 1921
- Das Buch ohne Titel. Erlebte Geschichten. Mit Illustrationen von Leopoldine Rüther, Wien 1947; ebd. 1997, ISBN 3-216-30209-1. Bibliophile Neuausgabe, herausgegeben von Adolf Opel, Edition Atelier, Wien 2013, ISBN 978-3-902498-70-0. Paperback-Ausgabe, herausgegeben von Adolf Opel, Edition Atelier, Wien 2024, ISBN 978-3-99065-113-1
- Wie man wird, was man ist. Lebens-Geschichten, herausgegeben von Adolf Opel, Deuticke, Wien 1994, ISBN 3-216-30103-6
- Gesammelte Schriften. Hrsg. von Adolf Opel. Edition Va Bene, Wien 2003, ISBN 3-85167-149-X

## Filme
- Lina, 2017 von Walter Wehmeyer, Christine Wurm, W. Andreas Scherlofsky und Tino Ranftl

## Ehrungen
2022 wurde im Stadtentwicklungsgebiet Oberes Hausfeld in Wien 22 der Lina-Loos-Platz benannt.
Am Gebäude, in dem ihre Eltern das Café Casa Piccola betrieben, erinnert eine Gedenktafel an sie.